# 新道格拉斯鎮區 (伊利諾伊州麥迪遜縣)
新道格拉斯鎮區（英語：New Douglas Township）是位於美國伊利諾伊州麥迪遜縣的一個行政鎮區。

## 地方資料
根據2010年美國人口普查的數據，新道格拉斯鎮區的面積為54.30平方千米，當中陸地面積為54.00平方千米，而水域面積為0.30平方千米。當地共有人口501人，而人口密度為每平方千米9.23人。